# Заутер, Вильгельм
Вильгельм Заутер (нем. Wilhelm Sauter; 1 апреля 1896, Брухзаль, Германская империя — 27 июня 1948, Гёппинген, ФРГ) — немецкий художник первой половины XX века, наиболее известный по своим картинам на военную тематику.